# Nagyrada, Zala
Nagyrada  este un sat în districtul Nagykanizsa, județul Zala, Ungaria, având o populație de 468 de locuitori (2011). 

## Demografie
Componența etnică a satului Nagyrada
     Maghiari (84,73%)
     Romi (10,11%)
     Germani (4,2%)
     Necunoscut (0,95%)
     Alții (0,95%)
Componența confesională a satului Nagyrada
     Romano-catolici (87,18%)
     Fără religie (1,92%)
     Reformați (1,5%)
     Luterani (1,5%)
     Necunoscută (7,91%)
Conform recensământului din 2011, satul Nagyrada avea 468 de locuitori. Din punct de vedere etnic, majoritatea locuitorilor (84,73%) erau maghiari, existând și minorități de romi (10,11%) și germani (4,2%). Apartenența etnică nu este cunoscută în cazul a 0,95% din locuitori.  Din punct de vedere confesional, majoritatea locuitorilor (87,18%) erau romano-catolici, existând și minorități de persoane fără religie (1,92%), luterani (1,5%) și reformați (1,5%). Pentru 7,91% din locuitori nu este cunoscută apartenența confesională.